# Landschaftsschutzgebiet Delbrücker Rücken
Das Landschaftsschutzgebiet Delbrücker Rücken  mit 1609,71 ha Flächengröße bei Ausweisung liegt im Kreis Paderborn. Das Landschaftsschutzgebiet (LSG) wurde am 31. März 1970 vom Kreis Paderborn, mit Ermächtigung vom Regierungspräsidenten im Regierungsbezirk Detmold, ausgewiesen. Das Landschaftsschutzgebiet wurde 1970 mit einer Befristung bis zum §1. Dezember 1988 ausgewiesen. Laut Gesetz zum Schutz der Natur in Nordrhein-Westfalen (Landesnaturschutzgesetz – LNatSchG NRW) vom 21. Juli 2000 § 79 Überleitung bestehender Verordnungen, besteht das LSG aber weiterhin bis zum Inkrafttreten eines Landschaftsplans oder einer ordnungsbehördlichen Verordnung.

## Beschreibung
Im Norden und Osten von Delbrück grenzt bzw. grenzte der Siedlungsbereich direkt an das LSG. Im Osten grenzt der Siedlungsbereich vom Delbrücker Dorf Seglingsheide direkt an. 2020 waren zwei Bereiche des LSG bereits zu Industriegebieten geworden. Eins der Industriegebiete liegt nördlich von Delbrück östlich der Straße Jüdendamm. Das zweite Industriegebiet grenzt direkt östlich an Delbrück und wird östlich vom Birkenweg und nördlich von der Hövelhofer Straße begrenzt. Das Naturschutzgebiet Rixel liegt mitten im LSG.
Im LSG liegen Wald, meist Laubwald, Äcker und Grünland.
Die Verordnung des LSG verbietet das Errichten baulicher Anlagen, auch wenn sie keiner Baugenehmigung oder Bauanzeige bedürfen, sowie bauliche Änderungen der Außenseite bestehender baulicher Anlagen. Verboten ist auch die Aufforstung landwirtschaftlich nutzbarer Flächen mit Ausnahme der Ödländereien und die gänzliche oder teilweise Beseitigung oder Beschädigung von Hecken, Feld- oder Ufergehölzen in der freien Landschaft, ferner die Veränderung oder Anlegung von Wasserläufen oder Wasserflächen.